# كيت جيل
كيت جيل (بالإنجليزية: Kate Gill)‏ (بالسويدية: Kathryn Gill)‏ (10 ديسمبر 1984 في نيوزيلندا - ) هي لاعبة كرة قدم سويدية وأسترالية في مركز الهجوم. شاركت مع منتخب أستراليا الوطني لكرة القدم للسيدات تحت 20 سنة ‏ ومنتخب أستراليا لكرة القدم للسيدات. أما مع النوادي، فقد لعبت مع Newcastle Jets FC (W-League) ‏ ونادي روسينجورد للسيدات ولينكوبينج وAIK Fotboll (women) ‏ وSunnanå SK ‏ وبرث غلوري إف سي.

## وصلات خارجية
- كيت جيل على موقع الاتحاد الدولي (مؤرشف)  (الإنجليزية)
- كيت جيل على موقع اتحاد السويد (السويدية)
- كيت جيل على موقع قاعدة بيانات كرة القدم.إي يو (الإنجليزية)